# Trentepohlia (Mongoma) solomonensis
Trentepohlia (Mongoma) solomonensis is een tweevleugelige uit de familie steltmuggen (Limoniidae). De soort komt voor in het Australaziatisch gebied.